# Vale Bregaglia

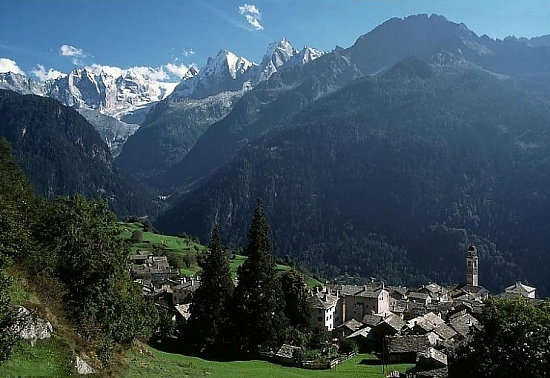
Soglio im Bergell, vista sobre as montanhas Bondasca, com Sciora, Piz Cengalo e Piz Badile

O vale Bregaglia (Val Bregaglia, em italiano, ou Bergell Tal, em alemão) é um extenso vale situado no cantão dos Grisões, ao sudeste da Suíça, e, em menor área, na província italiana de Sondrio. 
É conhecido por ser um dos poucos vales italianófonos dos Grisões e por nele se situarem as nascentes de três grandes bacias hidrográficas europeias: a do Reno, a do Danúbio e a do Pó, que correm respectivamente para três diferentes mares, o do Norte, o Negro e o Adriático.
Uma parte do vale no território suíço é considerada pela BirdLife International como Área Importante para a Preservação de Aves.